# حسين أباد (فراهان)
حسين أباد (بالفارسية: حسین‌آباد) هي قرية تقع في مركزي في إيران. يقدر عدد سكانها بـ 85 نسمة بحسب إحصاء 2016.